# Симадзаки, Тосон
Тосон Симадзаки (яп. 島崎 藤村 Симадзаки То:сон, 17 февраля 1872 года, Ямагути, преф. Нагано — 22 августа 1943 года, Оисо, преф. Канагава, Япония) — японский поэт и писатель, представитель японского реалистического романа начала XX века. Настоящее имя — Харуки Симадзаки (яп. 島崎 春樹).

## Биография
Окончил христианский Университет Мэйдзи Гакуин. Вместе с Тококу Китамурой издавал литературный журнал «Бунгакукай». Внес большой вклад в развитие натурализма в Японии. Отец — Масаки Симадзаки, учёный. 
В 1899 году Симадзаки вместе с женой переехал из столицы в глухую провинцию. В течение семи лет работал преподавателем в одной из сельских школ на севере Японии. За эти годы он достаточно насмотрелся на монотонную и однообразную сельскую жизнь, ставшую впоследствии темой многих его произведений. Был крещён, однако христианство не оказало на него существенного влияния.
В 1913 году Тосон Симадзаки уехал во Францию, откуда возвратился только в 1916 году. Причиной отъезда стал роман с его племянницей Комако, что впоследствии нашло отражение в автобиографическом романе «Новая жизнь».

## Творчество
Литературную деятельность начинал как поэт-романтик. Им написаны сборники стихов «Вакана-сю» («Молодые плоды», 1897) и «Хитока-бунэ» («Лепесток-ладья», 1898). Историческая заслуга поэта Симадзаки в истории японской поэзии в том, что он (совместно с Дои Бансуем) окончательно утвердил в Японии форму так называемого «нового стиха» (синтайси), резко порвавшего с традициями феодальной поэзии и превратившегося в основной вид новой японской поэзии.
Слава к Симадзаки пришла после опубликования в 1904—1905 годах романа «Хакай» («Нарушенный завет»), посвященного проблеме социального неравенства — японцам, принадлежащим к касте отверженных — «эта» (парии).
Автор романов «Хару» («Весна», 1907) и «Иэ» («Семья», 1909—1910), «Синсэй» («Новая жизнь») (1918—1919), повестей «Араси» («Буря», 1927) и «Подол» (1927), в которых он поднимал актуальные социальные проблемы. Вершиной творчества писателя стал исторический роман «Ёакэ-маэ» («Перед рассветом») (1929—1935)— историческая эпопея, охватывающая всю революционную эпоху 1853—1867 годов, в которой показано крушение феодализма и рождение современной Японии. Этот роман с 1931 года выдержал 25 изданий.
Кроме того, в связи со смертью писателя остался незаконченным роман «Ворота на Восток» (1943).
Перу Симадзаки принадлежат также многочисленные рассказы, очерки, произведения для детей.